# Leonard Skulski
Leonard Skulski (ur. 1 stycznia 1897 w Rohatynie, zm. ?) – podpułkownik Wojska Polskiego.

## Życiorys
Urodził się w Rohatynie, ówczesnym mieście powiatowym Królestwa Galicji i Lodomerii, w rodzinie Franciszka i Anny. Po odzyskaniu przez Polskę niepodległości został przyjęty do Wojska Polskiego. 25 września 1919, jako podoficer byłych Legionów Polskich, pełniący służbę w 4 pułku piechoty Legionów, został mianowany z dniem 1 października 1919 podporucznikiem w piechocie.
Został zweryfikowany w stopniu porucznika ze starszeństwem z dniem 1 czerwca 1919 w korpusie oficerów piechoty. W latach 20. był przydzielony do 4 pp Leg. w Kielcach. Z dniem 8 stycznia 1925 został przeniesiony do Korpusu Ochrony Pogranicza. 27 stycznia 1930 został mianowany kapitanem ze starszeństwem z dniem 1 stycznia 1930 i 22. lokatą w korpusie oficerów piechoty. W marcu 1931 został przeniesiony z KOP do 24 pułku piechoty w Łucku. Na stopień majora został mianowany ze starszeństwem z 19 marca 1937 i 104. lokatą w korpusie oficerów piechoty. W 1939 był dowódcą III batalionu 24 pp. Na jego czele walczył w kampanii wrześniowej.
Dostał się do niewoli niemieckiej, przebywał w Oflagu II C Woldenberg , Oflagu X A Sandbostel i Oflagu X C Nienburg. Po wyjściu z niewoli został oficerem ludowego Wojska Polskiego. Rozkazem Nr 25 z dnia 19 sierpnia 1945 został wyznaczony członkiem komitetu redakcyjnego miesięcznika „Przegląd Piechoty”. Awansowany do stopnia podpułkownika. W 1949 został dowódcą 26 pułku piechoty.

## Ordery i odznaczenia
- Krzyż Niepodległości (28 grudnia 1933)[16][17][18]
- Krzyż Kawalerski Orderu Odrodzenia Polski (1 października1946)[19]
- Krzyż Walecznych
- Srebrny Krzyż Zasługi (31 października 1928)[20]